# Micheil Zereteli

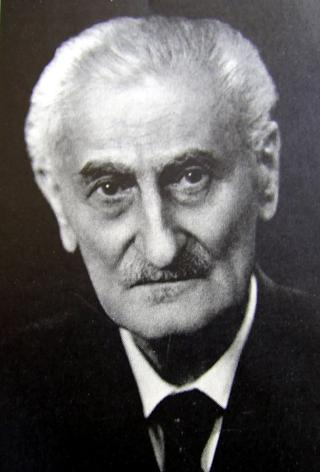
Micheil Zereteli

Micheil „Michako“ Zereteli (georgisch მიხეილ „მიხაკო“ წერეთელი; auch Michael von Tseretheli; * 23. Dezember 1878 in Zchrukweti, West-Georgien; † 2. März 1965 in München) war ein georgischer Historiker und Diplomat.

## Leben
Er wurde als Sohn des Fürsten Giorgi Zereteli geboren. 1911 schloss er ein geschichtswissenschaftliches Studium an der Universität Heidelberg ab und promovierte dort 1913. 1914 bis 1918 war er außerordentlicher Professor an der Friedrich-Wilhelms-Universität Berlin. Er wurde Vorsitzender des Komitees für die Unabhängigkeit Georgiens in Deutschland.
1908 war er in Konstantinopel Mitbegründer des Komitees für die Unabhängigkeit Georgiens, das in Tiflis die Zeitschrift Eri (dt. Die Nation) herausgab. 1914 gründete er ein gleichnamiges Komitee in Deutschland. 1918 und 1919 war er Botschafter der Demokratischen Republik Georgien in Schweden und Norwegen. 1919 bis 1921 arbeitete er als Professor an der neu gegründeten Staatlichen Universität Tiflis. Nach der Eroberung von Tiflis im Februar 1921 durch die Rote Armee emigrierte er nach Westeuropa.
Von 1921 bis 1933 war Zereteli Professor an der Universität Brüssel, von 1933 bis 1945 war er Professor an der Friedrich-Wilhelms-Universität Berlin. Nach 1945 lebte und arbeitete er in München. In den 1930er und 1940er Jahren war er Vorsitzender des in Berlin und Paris ansässigen Georgischen Nationalkomitees und Redakteur der in Paris herausgegebenen wissenschaftlichen Zeitschrift Bedi Kartlisa – Revue de Kartvelologie.
Die Hauptfelder der wissenschaftlichen Arbeit Zeretelis waren die Sumerologie, die Geschichte Georgiens und des Kaukasus, die Geschichte der ibero-kaukasischen Zivilisation, die Rustawelogie, das Völkerrecht und die Soziologie. Er verfasste über 80 wissenschaftliche Forschungsarbeiten, darunter etwa zehn Monographien.
Zereteli wurde nach seinem Tode auf dem georgische Carré des kommunalen Friedhofs in Leuville-sur-Orge, Frankreich begraben.

## Schriften
- Georgien und der Weltkrieg. Kiepenheuer, Weimar 1916
- Rassen- und Kulturprobleme des Kaukasus. Welt-Verlag, Berlin 1916
- Die Rechte Georgiens. in: Der Neue Orient, Berlin 1917
- Die Befreiung Polens und das Nationalitätenprinzip bei den Zentralmächten und bei der Entente. Wyss, Bern 1917
- Der freie Kaukasus und die Bedingungen seiner Unabhängigkeit. in: Der Neue Orient 5, 3/4 (1921)
- Die neuen haldischen Inschriften König Sardurs von Urartu (um 750 v. Chr.). Carl Winter, Heidelberg 1928
- Georgiens Geschichte. [München ca. 1957], 58 Bl. - Masch.-schr. vervielf.